# AC Germania St. Ilgen
Der AC Germania St. Ilgen ist ein reiner Gewichtheberverein aus Leimen, Baden-Württemberg.

## Geschichte
Der AC Germania St. Ilgen wurde 1896 gegründet. 1933 wurde der Verein zwangsaufgelöst und 1945 als Sportgemeinschaft neu gegründet, welche 1952 jedoch wieder aufgelöst wurde, um den Verein unter dem alten Namen neu zu gründen. Derzeit (Stand: 2025) hat der Verein 145 Mitglieder. Seine Heimkämpfe trägt der Verein in der Aegidiushalle im Leimener Stadtteil Sankt Ilgen aus.

## Gewichtheben
Aktuell (Stand: 7. Oktober 2014) hebt die 1. Mannschaft des AC in der 1. Bundesliga Gruppe A und die 2. Mannschaft in der Landesliga Nord.

## Erfolge
Der AC St. Ilgen wurde 1992 und 1998 Deutscher Mannschaftsmeister der Gewichtheber-Bundesliga. Insgesamt viermal, 1988, 1995, 1997 und 1999, konnte der Titel des Vizemeisters gewonnen werden und zweimal, 1987 und 2009, gewann die Mannschaft Bronze.
Des Weiteren stellte der AC St. Ilgen diverse deutsche Meister.

## Bekannte Sportler
- Peter Immesberger, Olympiadritter 1988 in der Klasse bis 100 kg
- Assen Slatew, Olympiasieger 1980 in der Klasse bis 75 kg